# مفاعل اختبار هندسة الانصهار الصيني
مفاعل اختبار هندسة الاندماج الصيني (中国 聚变 工程 实验 堆، CFETR ) هو مفاعل توكاماك مقترح لاختبار الاندماج النووي ، و يستخدم المفاعل مجالًا مغناطيسيًا لحصر البلازما وتوليد الطاقة.  في الوقت الحاضر ، تعد أجهزة توكاماك من التجارب الرائدة لبناء مفاعل اندماج نووي حراري عملي وقابل للتطبيق.  يمكن استخدام هذه المفاعلات لتوليد طاقة مستدامة مع ضمان تأثير بيئي منخفض  وبصمة كربونية أصغر من محطات الطاقة القائمة على استخدام الوقود الأحفوري. 
يستخدم المفاعل CFETR وينوي البناء على أبحاث الاندماج النووي الموجودة مسبقًا من برنامج ITER من أجل معالجة الفجوات التقنية بين ITER والجيل التالي من محطة الطاقة النووية الحرارية وفئة المفاعل اللاحق لـ ITER ، محطة الطاقة التجريبية (DEMO) . 
في الوقت الحاضر ، هناك ثلاثة مفاعلات اختبار اندماج محلية قيد التشغيل في الصين. وتشمل هذه مفاعل EAST في ASIPP في مدينة هيفي ، و مفاعل HL-2A (M) في المعهد الجنوبي الغربي للفيزياء (SWIP) في Chengdu و مفاعل J-TEXT الموجود في جامعة Huazhong للعلوم والتكنولوجيا في ووهان .  بالإضافة إلى ذلك ، اعتبارًا من عام 2021 ، في محاولة لمحاكاة CFETR وظيفيًا بشكل أكثر دقة ، تمت ترقية HL-2A في SWIP إلى HL-2M .  اكتمل بناء HL-2M في نوفمبر 2019 وتم تشغيل الجهاز في 4 ديسمبر 2020. 
يعتمد التصميم النظري لـمفاعل الاختبار CFETR ، الذي تم الانتهاء منه في عام 2015 ، إلى حد كبير على تصميم مفاعلات الاندماج المحلية الثلاثة هذه.  من المرجح أن يبدأ بناء CFETR في عشرينيات القرن الحالي ومن المتوقع أن يكتمل بحلول عام 2030. 

## الأهداف والغايات
سوف يعمل CFETR على مرحلتين. في المرحلة الأولى ، وهو سيكون بغرض إثبات تشغيل الحالة المستقرة للمفاعل ، والاكتفاء الذاتي من التريتيوم مع نسبة تكاثر التريتيوم > 1.  علاوة على ذلك ، في المرحلة الأولى ، يجب أن يُظهر المفاعل التجريبي CFETR توليد طاقة اندماج تصل إلى 200 ميجاوات. 
المرحلة الثانية ، مرحلة التحقق التجريبي DEMO، تتطلب CFETR لتوليد طاقة تزيد عن 1 جيجاوات.  بشكل عام ، سوف يعمل المفاعل CFETR أيضًا كأداة بحث وتطوير لاختبار المواد الهيكلية والوظيفية المختلفة لتحديد أو تطوير مادة ذات مقاومة عالية لتدفق النيوترونات . 

## التصميم
لا يزال تصميم مفاعل الاختبار CFETR مستمرًا وحالياً في مرحلة التصميم الهندسي ، والتي من المتوقع أن تكتمل بين عامي 2020 و 2021. يشار إلى المرحلة الأولى ، التي استمرت بين عامي 2010 و 2015 ، باسم مرحلة التصميم المبدئي.  كان هذا ضروريًا لإثبات الجدوى الاقتصادية لبناء آلة صغيرة الحجم. علاوة على ذلك ، قدمت هذه المرحلة دليلاً على مفهوم بناء مفاعل اندماج فعّال من حيث التكلفة وقادرا على توليد الطاقة. 
بدأت المرحلة الثانية من التصميم ، وهي مرحلة التصميم الهندسي في عام 2015. تم توجيه البحث نحو تصميم آلة كبيرة الحجم بهدف تحقيق خرج قدرة 1 جيجاوات مع ايفاء متطلبات التطبيق من DEMO.  منذ عام 2017 ، انتقل البحث نحو محاكاة سيناريوهات التشغيل المختلفة ، والبحث عن الفروق الدقيقة في التصميمات التجريبية المختلفة لمكونات CFETR الفردية ، مثل الوعاء المفرغ بالحجم الكامل وتقنية تحضير التريتيوم ، الذي سيستخدم كوقود.
اعتبارًا من عام 2021 ، يتم دمج الاكتشافات التي تم إجراؤها منذ مراحل التصميم والهندسة ومرحلة البحوث وتكاملها والبناء عليها ، مما يجعل المفاعل CFETR خطوة أقرب إلى التصميم الموحد ونحو البناء. 

## التحديات

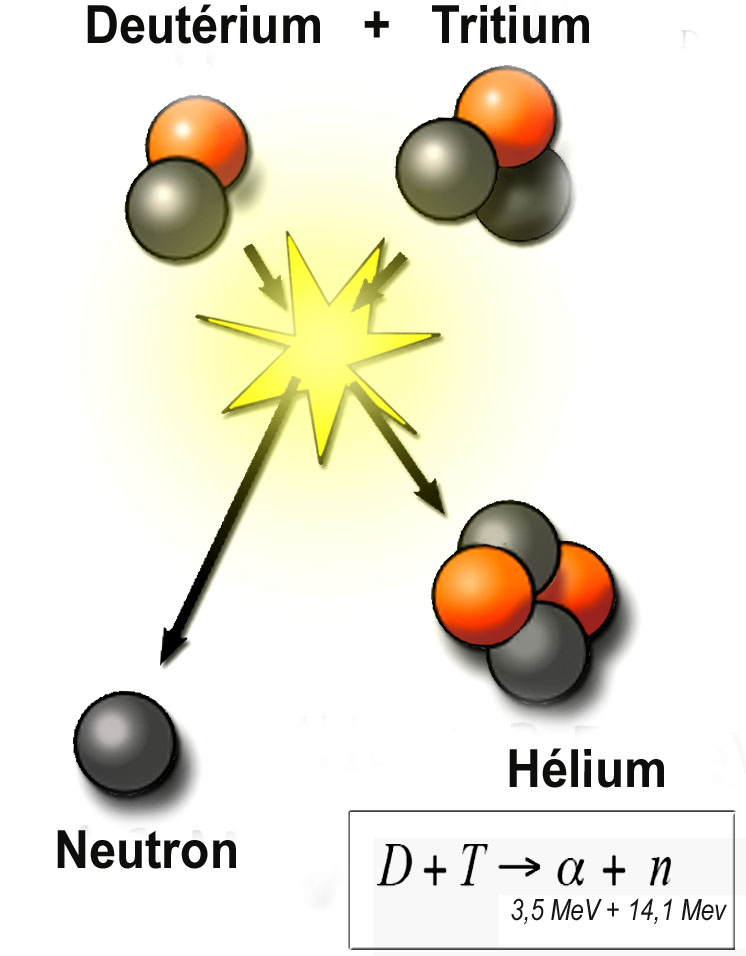
رسم تخطيطي لتفاعل الاندماج : يخضع الديوتيريوم والتريتيوم لتفاعل اندماجي ينتج نيوترون وهيليوم وطاقة (الهيليوم والنيوترون يحملان الطاقة).

### الموارد والبنية التحتية
لم يتم حل بعض المشكلات الحرجة بعد ، ويشمل ذلك 19 مشكلة رئيسية في النظام : مثل التحكم في عدم الاستقرار العمودي مع الملفات الداخلية ، والتحكم في الشوائب ، ونقل جسيمات ألفا ، وتجنب الاضطراب والتخفيف منه ، والتحكم في ELM من النوع الأول وتجنبه ، وتقنيات التسخين العالية الطاقة وتحضير التريتيوم والتعامل معه.  علاوة على ذلك ، فإنه في حين أن خصائص المواد اللازمة لبناء CFETR معروفة ، فإن العديد من هذه المواد لم يتم تصنيعها بعد ولا يزال البحث جاريًا لإنتاج المواد المطلوبة. 
علاوة على ذلك ، يعد الاكتفاء الذاتي لـلمفاعل CFETR أحد أكبر التحديات ؛ ومع ذلك ، فمن الضروري التغلب عليها. يعتبر الديوتيريوم والتريتيوم مصادر الوقود لـ CFETR ، وبينما يوجد الديوتيريوم بكثرة بشكل طبيعي ، فإن مصادر التريتيوم التجارية نادرة.  بينما يمكن إنتاج التريتيوم في ظل ظروف معملية باستخدام مفاعلات الماء الثقيل والمسرعات ومفاعلات الماء الخفيف  ، فإن الكمية الحالية من التريتيوم التي يتم إنتاجها دوليًا غير كافية لتشغيل مفاعلات الاندماج .  على هذا النحو ، تتمثل التحديات الرئيسية في إختيار مفهوم مناسب لدورة الوقود لإعادة تدوير وتجديد التريتيوم بالإضافة إلى صياغة طرق جديدة لإنتاج التريتيوم بطريقة اقتصادية وفعالة من حيث التكلفة. 
هذه التحديات متعددة الأوجه ومعقدة ، وتتطلب تعاونًا وبحثًا متعدد التخصصات. على هذا النحو ، لمعالجة مشاكل النظام الرئيسية الـ 19 التي يطرحها CFETR ، تم تشكيل فرق فردية لمعالجة كل مشكلة على حدة.  يقود هذه المبادرة مرفق البحث الشامل لتكنولوجيا الاندماج (CRAFT) وفريقهم المكون من 300 عالم ومهندس وباحث في الصين في محاولة لحل هذه القضايا الحرجة من خلال تقديم حلول عملية وقابلة للتطبيق وفعالة من حيث التكلفة. 

### الجدوى الاقتصادية
قبل إدخال مصادر الطاقة المتجددة مثل الطاقة الشمسية وطاقة الرياح ، كان الاندماج النووي يوصف بأنه مستقبل الطاقة النظيفة الخالية من الكربون.  ومع ذلك فإن إدخال الطاقة المتجددة وتطبيقها على نطاق واسع واستخدامها أدى إلى تغيير جذري في مشهد الطاقة. على سبيل المثال ، من المتوقع أن تزود مصادر الطاقة المتجددة 74٪ من الطاقة العالمية بحلول عام 2050.  علاوة على ذلك ، مع انخفاض أسعار الطاقة المتجددة ، أصبحت الجدوى الاقتصادية لطاقة الاندماج في طليعة مناقشات اقتصاديات الطاقة المستقبلية. 

التكلفة المعيارية للطاقة (LCOE) لمختلف مصادر الطاقة بما في ذلك طاقة الرياح والطاقة الشمسية والنووية.

في الوقت الحاضر يشير الاقتصاديون إلى أن طاقة الاندماج من غير المرجح أن تكون رخيصة مثل الطاقة المتجددة .  محطات الاندماج النووي ، مثل محطات الطاقةالانشطارية ، سيكون لها تكاليف بدء تشغيل كبيرة و رأسمال كبيرة حيث من المحتمل أن تكون تكلفة المواد والآلات والبنية التحتية اللازمة لبناء محطات الاندماج باهظة. علاوة على ذلك ، من المرجح أن يكون تشغيل وصيانة هذه المحطات عالية التخصص مكلفًا أيضًا.  في حين أن تكاليف التشغيل والبناء لـلمفاعل الاختباري CFETR غير معروفة جيدًا ، فمن المتوقع أن يكون لتصميم الاندماج التجريبي التي جريها الاتحاد الأوروبي تكلفة مستوية للطاقة (LCOE) تبلغ 121 دولارًا أمريكيًا / ميجاوات في الساعة. 
علاوة على ذلك ، يشير الاقتصاديون إلى أن طاقة الاندماج تصبح أكثر تكلفة بمقدار 16.5 دولارًا / ميجاوات ساعة مقابل كل زيادة قدرها مليار دولار في سعر تقنية الاندماج.  يرجع هذا الارتفاع في التكلفة الفعلية للكهرباء إلى حد كبير إلى ارتفاع تكاليف رأس المال المتكبدة في إنشاء محطات توليد طاقة الاندماج. 
في المقابل ، يبدو أن LCOE للطاقة المتجددة أقل بكثير. على سبيل المثال ، يبدو أن LCOE للطاقة الشمسية يتراوح بين 40 دولارًا و 46 دولارًا / ميجاوات في الساعة ، وتقدر الرياح البرية بحوالي 29 دولارًا - 56 دولارًا / ميجاوات في الساعة ، والرياح البحرية حوالي 92 دولارًا / ميجاوات في الساعة.  على هذا النحو ، يبدو أن هذه الخيارات الفعالة من حيث التكلفة هي الأكثر جدوى من الناحية الاقتصادية. 
ومع ذلك ، هذا لا يعني أن قوة الاندماج قد تفتقر إلى الجدوى الاقتصادية الكاملة. بدلاً من ذلك ، من المرجح أن تزود طاقة الاندماج فجوات الطاقة التي لا تستطيع مصادر الطاقة المتجددة سدها.  وبالتالي ، من المرجح أن تعمل طاقة الاندماج جنبًا إلى جنب مع مصادر الطاقة المتجددة بدلاً من أن تصبح المصدر الأساسي للطاقة.  ومع ذلك ، في الحالات التي قد لا تكون فيها الطاقة المتجددة متاحة بسهولة ، يمكن أن تصبح طاقة الاندماج المصدر المهيمن للطاقة وتزويد الحمل الأساسي للشبكة الكهربائية داخل تلك المناطق الجغرافية المحددة. 

### الأمان
قد تأخذ نقطة البداية المحتملة في الاعتبار أهداف السلامة التالية:
1. حماية المجتمعات والبيئة من الأخطار الإشعاعية . [20]
2. ضمان بروتوكولات السلامة لمفاعلات الاندماج أن تكون تنافسية وشاملة مثل تلك الخاصة بمفاعلات انشطار اليورانيوم. [20]

يتم تحديد هذه الأهداف باستخدام مبدأ المخاطر المنخفضة المقبولة ويمكن تقسيمها إلى فئات فرعية ، على سبيل المثال لا الحصر:
1. التعرض للإشعاع المهني. [21]
2. الإطلاق الروتيني للمواد المشعة . [20]
3. الاستجابة للحوادث والتقليل منها. [20]
4. النفايات المشعة . [20]

تحظى السلامة النووية بتقدير كبير من قبل الحكومة الصينية . ومع ذلك ، حتى الآن ، لا يوجد إطار شامل لأمان الاندماج النووي داخل الصين.  تستند بروتوكولات الأمان المتبعة حاليًا في الصين إلى تقنية مفاعل الانشطار ؛ تم توضيحها في قانون جمهورية الصين الشعبية بشأن منع ومراقبة التلوث الإشعاعي (2003 ) ، وقانون السلامة النووية (2017) ولوائح التشغيل الآمن لمفاعلات البحوث (HAF202).  في حين أن هذه مفيدة في تحديد اعتبارات السلامة النووية العامة ، فهي ليست خاصة لمفاعل اندماج . علاوة على ذلك ، على عكس مفاعلات الانشطار ، لا يحتوي المفاعل CFETR على قلب مفاعل (يحتوي على يورانيوم). ومن ثم ، فإن هذه التشريعات تحتاج إلى تحديث لتلائم تصميم وآليات مفاعلات الاندماج. 
علاوة على ذلك ، في حين أنه من المقبول على نطاق واسع أن طاقة الاندماج ستكون أكثر أمانًا من الانشطار بسبب آلية تبريد البلازما لجهاز من نوع توكاماك الذي يبرد المفاعل ويوقف التفاعل عند حدوث اضطرابات في النظام ، فإن الاعتماد على هذه المثالية والآلية وحدها لا يكفي .  بدلاً من ذلك ، يجب تحديد معلمات الاضطراب وتحديدها بشكل مناسب لمنع الإطلاق المحتمل للمواد المشعة عند حدوث اضطرابات أو فشل في النظام.  ومن ثم يجب مراعاة تدابير السلامة المناسبة بعناية. علاوة على ذلك ، فإن التريتيوم هو نظير مشع محدود. على هذا النحو فقد تكون الطبيعة المشعة للتريتيوم خطرة في حالات الإطلاق العرضي الافتراضي عند فشل نظام الحبس المزدوج.  وبالتالي ، في ظل هذه الظروف ، سيتعين إخلاء المناطق المحيطة بـالمفاعل CFETR وسيستغرق الأمر 32-54 عامًا قبل أن تتمكن العائلات من العودة إلى منازلها الأصلية.  ومع ذلك ، يقوم مهندسو CFETR بتصميم المفاعل الحالي وفقًا لمعيار عدم الإخلاء.  على هذا النحو ، يُطلب من المهندسين التقنيين إنتاج تصميم يحمي من الفشل الكارثي لمفاعل الاندماج الذي يتطلب الإخلاء. 
اعتبارًا من تشرين الثاني (نوفمبر) 2020 ، بدأت الوكالة الدولية للطاقة الذرية (IAEA) العمل مع دول مختلفة لوضع معايير أمان لمفاعل الاندماج لمختلف تصاميم مفاعلات الاندماج.  علاوة على ذلك ، فقد بدأوا في التحقيق في لوائح الجرعة الإشعاعية المناسبة وكذلك كيفية إدارة النفايات المشعة من طاقة الاندماج والتخلص منها بشكل مناسب. 

### النفايات
من المتوقع أن يكون الضرر الناتج عن إشعاع النيوترونات في جدران الأوعية الصلبة أكبر من ضرر مفاعلات الانشطار بسبب ارتفاع طاقات النيوترونات.  علاوة على ذلك ، من المحتمل أن يؤدي هذا الضرر جنبًا إلى جنب مع كميات كبيرة من الهيليوم والهيدروجين المنتجين داخل الوعاء إلى إجهاد البنية التحتية ، وبالتالي قد يؤدي إلى إتلاف الوعاء وكذلك تحويل الوعاء إلى معدن مشع وبالتالي نفايات مشعة .  علاوة على ذلك ، افترض العلماء أن العديد من المكونات غير الهيكلية ستصبح شديدة الإشعاع . 
ومع ذلك ، من المهم إدراك أن النشاط الإشعاعي لكل كيلوغرام من النفايات سيكون أقل بكثير بالنسبة لمفاعل الاندماج مقارنة بمفاعل الانشطار.  في حين أن طبيعة تفاعل اندماج الديوتيريوم والتريتيوم تجعله ينتج على الأرجح كميات أكبر من النفايات الهيكلية وغير الهيكلية المشعة ،  قد يتم التحايل على هذه المشكلة بهندسة سبائك هيكلية منخفضة التنشيط من أجل ضمان ذلك تعتبر هذه المواد المهملة نفايات منخفضة الإشعاع .  ومع ذلك ، مع التكنولوجيا المتاحة حاليًا ، فإن النتيجة الأكثر ترجيحًا هي هندسة السبائك الهيكلية ذات التنشيط المتوسط.  سيؤدي ذلك إلى إنتاج نفايات مشعة ذات مستوى إشعاع منخفض إلى متوسط.
ومع ذلك ، من المهم أن نلاحظ أن النشاط الإشعاعي لهذه النفايات له عمر نصفي يبلغ 12.3 سنة ، وبالتالي سوف يستمر النشاط الإشعاعي لما يقرب من 100 عام ، مقارنة بالنفايات المشعة الانشطارية ، والتي تظل عالية النشاط الإشعاعي لحوالي 1000 عام.  علاوة على ذلك ، يعتزم مهندسو مفاعل CFETR الحد من إنتاج النفايات المشعة ذات المستوى المتوسط إلى المنخفض من خلال إدخال أنظمة إدارة النفايات المبتذلة.  هذا سيكون له تأثيرا مزدوجا لاستخراج التريتيوم لإعادة تدويره في الماكينة وكذلك تقليل النشاط الإشعاعي للنفايات الناتجة عن مفاعل الاندماج. 

## المستقبل
في 4 كانون الأول (ديسمبر) 2020 ، تم تسخين التجربة HL-2M إلى ما يقرب من 150 مليون درجة مئوية ، أي عشر مرات أكثر سخونة من قلب الشمس .  من المحتمل أن يكون البناء الناجح وتشغيل HL-2M قد وفر حافزًا لنقل CFETR إلى مرحلة البناء من مرحلة التصميم الهندسي الحالية. 